# Brantôme en Périgord
Brantôme en Périgord è un comune francese del dipartimento della Dordogna nella regione della Nuova Aquitania.
È stato creato il 1º gennaio 2016 dalla fusione dei preesistenti comuni di Brantôme e Saint-Julien-de-Bourdeilles.
Il capoluogo è la località di Brantôme.